# Lampides
Lampides är ett släkte av fjärilar som beskrevs av Jacob Hübner 1819. Lampides ingår i familjen juvelvingar.

## Bildgalleri

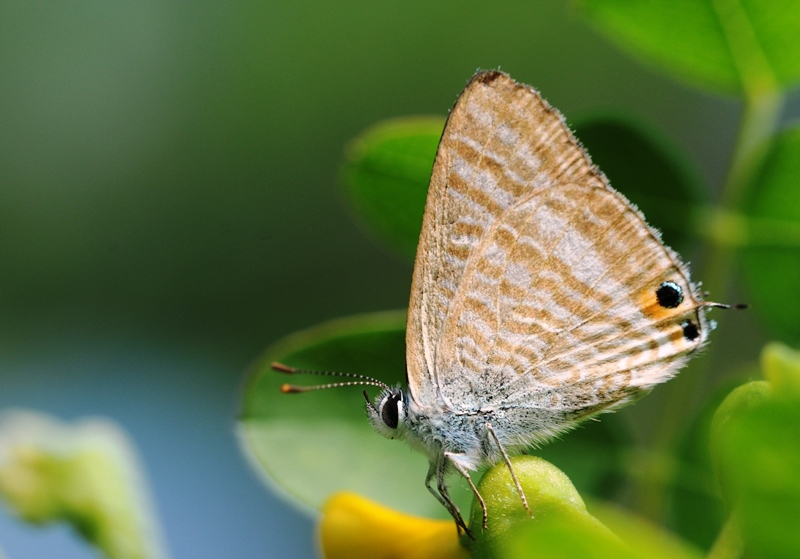

## Dottertaxa tillLampides, i alfabetisk ordning[1][2]
- Lampides aberrans
- Lampides aditja
- Lampides aegithus
- Lampides aestivus
- Lampides aetherialis
- Lampides ageladas
- Lampides agnatinus
- Lampides albovittata
- Lampides allectus
- Lampides alsietus
- Lampides alvenus
- Lampides amastris
- Lampides amphissa
- Lampides amphissina
- Lampides andrus
- Lampides anops
- Lampides arcaseius
- Lampides areas
- Lampides argentiferus
- Lampides arius
- Lampides armatheus
- Lampides armeniensis
- Lampides aruanus
- Lampides athanetus
- Lampides atina
- Lampides avrus
- Lampides bangkaia
- Lampides batjana
- Lampides baweana
- Lampides biru
- Lampides bochides
- Lampides bochus
- Lampides boeticoides
- Lampides boeticus
- Lampides buruana
- Lampides butleri
- Lampides byneri
- Lampides caerulea
- Lampides caeruleafasciata
- Lampides caeruleamarginata
- Lampides callistus
- Lampides ccheilea
- Lampides celinus
- Lampides chinee
- Lampides clara
- Lampides clarafasciata
- Lampides claramarginata
- Lampides cleitus
- Lampides cleodus
- Lampides coeligena
- Lampides comeda
- Lampides conferenda
- Lampides corana
- Lampides coruscans
- Lampides courvoisieri
- Lampides croculana
- Lampides cunilda
- Lampides cytinus
- Lampides daones
- Lampides daonides
- Lampides demetrias
- Lampides dromicus
- Lampides dromicuse
- Lampides duvana
- Lampides ecaudata
- Lampides echeilea
- Lampides eclectus
- Lampides elath
- Lampides elpidion
- Lampides elpis
- Lampides emetallicus
- Lampides enganicus
- Lampides eordaa
- Lampides epilectus
- Lampides espada
- Lampides eurysaces
- Lampides eurysthenes
- Lampides evanescens
- Lampides fasciatus
- Lampides festivus
- Lampides filicaudis
- Lampides formosanus
- Lampides fusca
- Lampides fuscafasciata
- Lampides fuscomarginata
- Lampides georgi
- Lampides georgiana
- Lampides gerra
- Lampides goodenovii
- Lampides grisescens
- Lampides griseus
- Lampides hellada
- Lampides herdonius
- Lampides herodicus
- Lampides hyphasis
- Lampides immarginata
- Lampides infuscata
- Lampides insularis
- Lampides jambia
- Lampides kalawarus
- Lampides kankena
- Lampides kawachensis
- Lampides kondulana
- Lampides lacteata
- Lampides latimargus
- Lampides leiothrix
- Lampides limes
- Lampides lithargyria
- Lampides lividus
- Lampides lucide
- Lampides lunata
- Lampides luniger
- Lampides lydanus
- Lampides madara
- Lampides major
- Lampides manias
- Lampides manilana
- Lampides marakata
- Lampides margarita
- Lampides megdora
- Lampides meilichius
- Lampides metallica
- Lampides michaeli
- Lampides minor
- Lampides nabonassar
- Lampides neaethus
- Lampides nemea
- Lampides nigrita
- Lampides nilana
- Lampides nisanca
- Lampides nitens
- Lampides obsoleta
- Lampides ozea
- Lampides palauensis
- Lampides paliassa
- Lampides paralectus
- Lampides paramalaccana
- Lampides pelotus
- Lampides phaidon
- Lampides phaliga
- Lampides phaneas
- Lampides philatus
- Lampides piepersi
- Lampides polassar
- Lampides porphyris
- Lampides potidalon
- Lampides pseudelpis
- Lampides pseudocassius
- Lampides pseudosias
- Lampides punctatus
- Lampides pygmaea
- Lampides raiatus
- Lampides reverdini
- Lampides sabatus
- Lampides sanava
- Lampides sarsina
- Lampides saunda
- Lampides selvagia
- Lampides seminiger
- Lampides semperi
- Lampides sestus
- Lampides simalurana
- Lampides soarchad
- Lampides spitamenes
- Lampides stresemanni
- Lampides subdita
- Lampides suidas
- Lampides sydra
- Lampides telanjang
- Lampides tertius
- Lampides thanetus
- Lampides tiglath
- Lampides toscius
- Lampides trichonis
- Lampides typicafasciata
- Lampides typicamarginata
- Lampides wandammenensis
- Lampides vardusia
- Lampides viosa
- Lampides virgulatus
- Lampides vuniva
- Lampides vyneri
- Lampides zachaeina
- Lampides zelea